# Chiesa di San Bartolomeo Apostolo (Costa Volpino)
La chiesa di San Bartolomeo Apostolo è la parrocchiale di Branico, frazione del comune sparso di Costa Volpino, in provincia di Bergamo e diocesi di Brescia; fa parte della zona pastorale dell'Alto Sebino.

## Descrizione

### Esterno
La facciata a capanna della chiesa, rivolta a settentrione, presenta centralmente il portale d'ingresso, preceduto dal portichetto sorretto da colonnine, e sopra una finestra ed è scandita da quattro lesene sorreggenti il timpano di forma triangolare.
Annesso alla parrocchiale è il campanile a base quadrata, la cui cella presenta su ogni lato una monofora ed è coperta dal tetto a quattro falde.

### Interno
L'interno ad aula unica è dotata di copertura voltata, con il presbiterio dotato di un apparato decorativo risalente al XIV secolo posto sulle pareti laterali, mentre a chiusura vi è un fondale absdiale piano su di cui è posto la soasa dell'altare maggiore